# カシラダカ
カシラダカ（頭高、学名：Emberiza rustica）は、スズメ目ホオジロ科に分類される鳥類の一種である。和名の由来は、興奮すると頭頂部の羽を立たせることによる。

## 分布
スカンジナビア半島からカムチャッカ半島までのユーラシア大陸高緯度地域と、アリューシャン列島で繁殖し、冬季は中国東部に渡り越冬する。また、中央アジアに渡る個体もある。
日本では冬鳥として、九州以北に渡来する。

## 形態
体長が約15 cm、翼開長が約24 cm。後頭部に短い冠羽がある。雄の夏羽は、頭部が黒く目の上から白い側頭線がある。体の上面は茶色で黒い縦斑がある。体の下面は白色である。雄の冬羽と雌は、頭部と体の上面に淡褐色になる。外観はホオジロのメスに似ている。

## 生態
平地から山地の明るい林や林縁、草地、農耕地、アシ原に生息する。繁殖期はつがいで生活するが、それ以外は数羽から100羽程の群れを作って過ごす。
巣は地上または枝の上に椀形ものを作る。卵数は4～6個である。

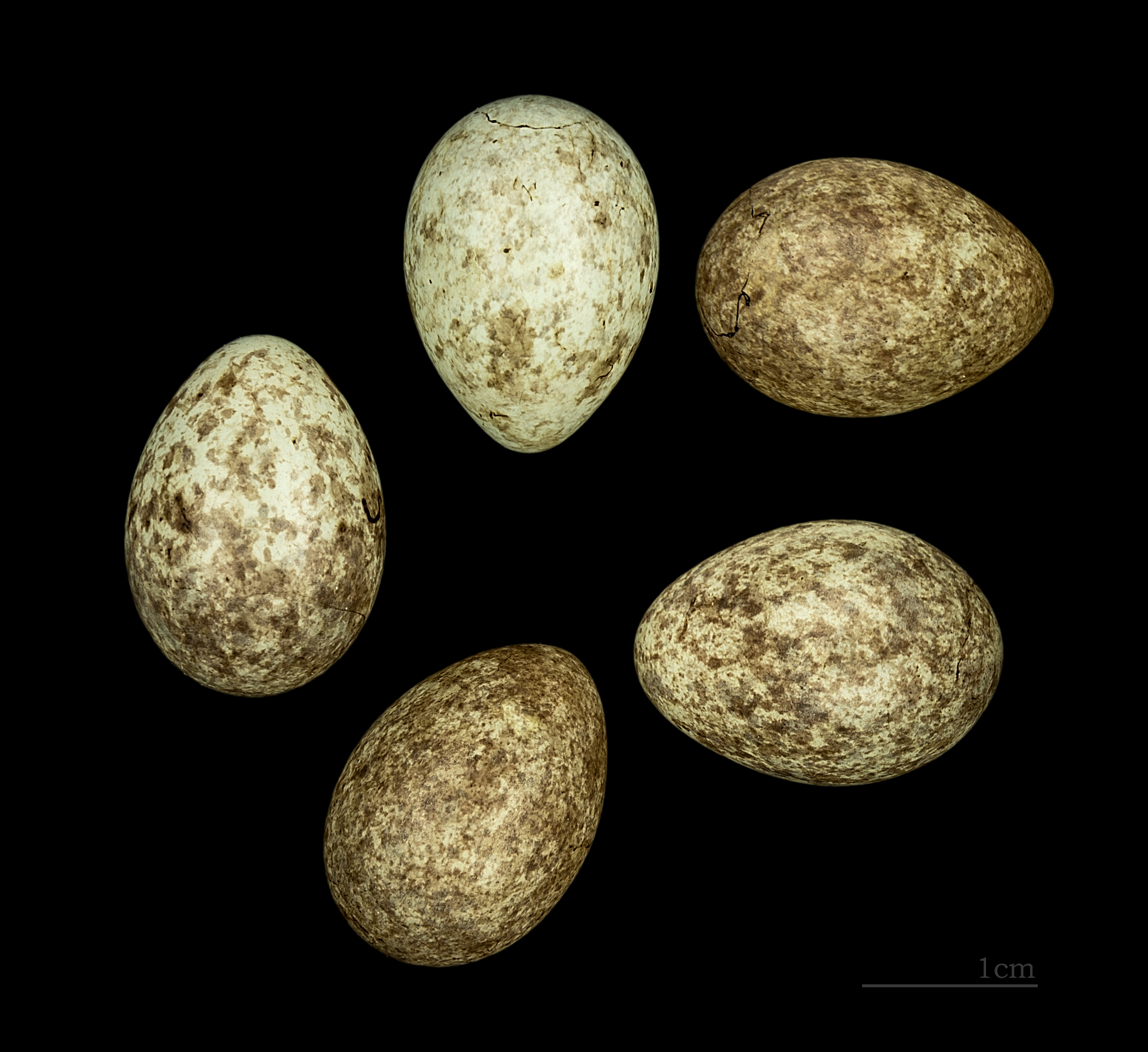
Emberiza rustica

越冬時は地上を跳ね歩きながら時々冠羽を立てて、草木の種子を採食している。
地鳴きは「チッ、チッ」。越冬期の後期では日本でも囀りを聴くことができる。ホオジロやアオジ等より早口で複雑な囀りである。囀りを日本語で表記するのは簡単ではない。

## 種の保全状況評価
国際自然保護連合（IUCN）のレッドリストでは、2016年から危急種（VU）の指定を受けている。日本の高知県で、準絶滅危惧（NT）の指定を受けている。

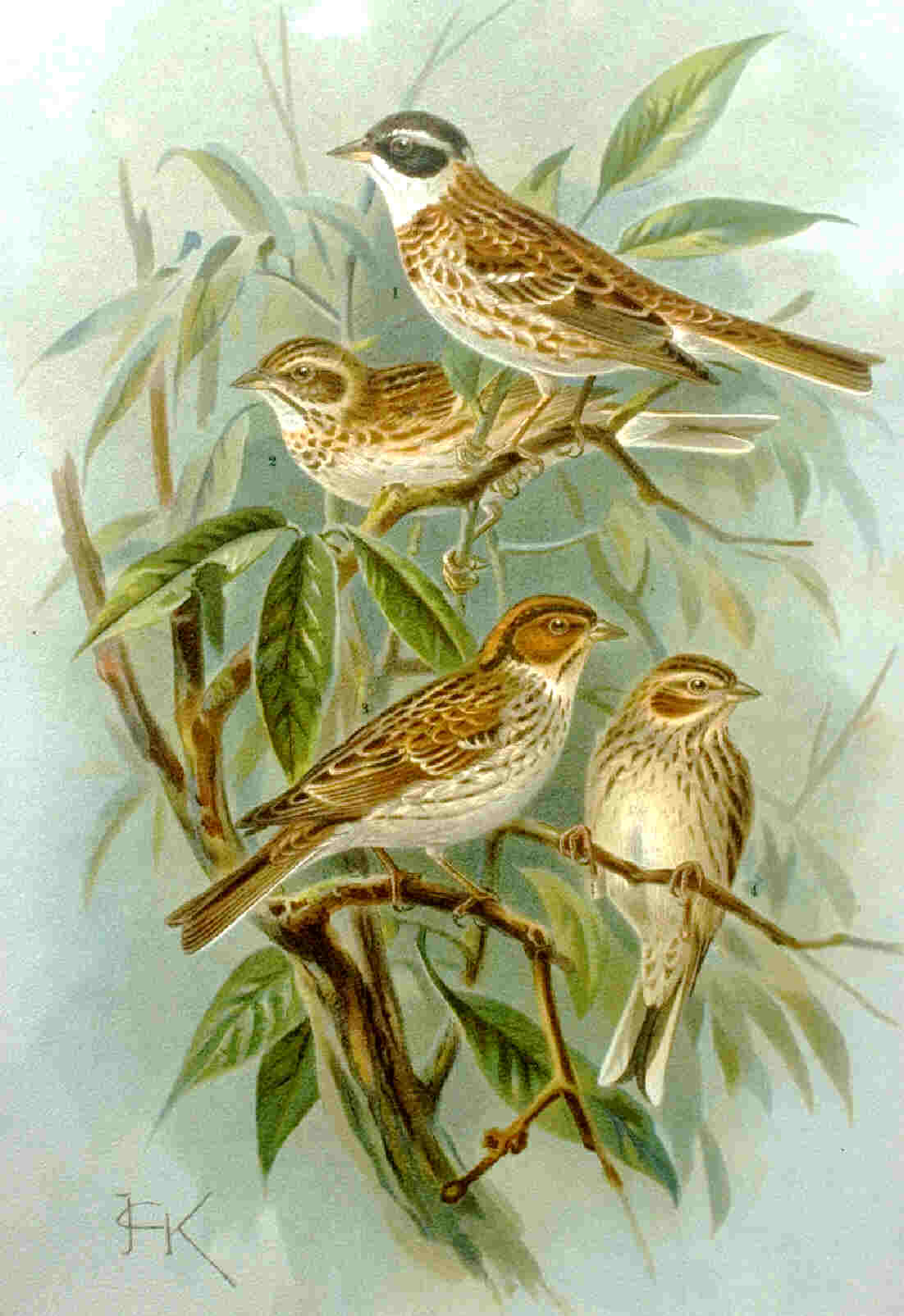
上が、カシラダカ。下は、コホオアカ

## 人間との関係
- 1970年代までは、ツグミなどと一緒にカスミ網で密猟されていた。1970年に行われた日本野鳥の会の調査では、岐阜県土岐市の八百屋の店頭で10羽で1束、500円で販売されていることが確認されている[5]。